# Geografia Macedoniei de Nord

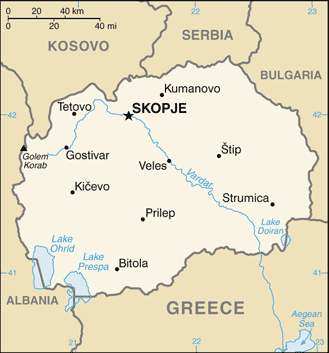
Republica Macedonia.

Republica Macedonia este o țară în Peninsula Balcanică în Europa de sud-est. Se mărginește cu Serbia (și disputatul teritoriu Kosovo) la nord, Albania la vest, Grecia la sud și Bulgaria la est. Capitala este orașul Skopje ce are peste 600.000 locuitori. Are mai multe orașe mai mici, cum ar fi Bitola, Prilep, Tetovo, Kumanovo, Ohrid, Veles, Stip și Strumica.
Republica Macedonia este adesea denumită o țară de lacuri și munți. Există mai mult de 50 de lacuri naturale și artificiale și șaisprezece lanțuri montane cu o înălțime de peste 2000 de metri. Cu o suprafață totală de 25.333 km2, Republica Macedonia este o țară în Sud-Estul Europei. Republica are aproximativ 748 de kilometri de frontiere, respectiv cu Serbia (62) la Nord, Kosovo (159) la Nord-Vest, Bulgaria (148) la Est, Grecia (228) la Sud, și Albania (151) la Vest. Macedonia este un coridor important de transport pentru Europa de Vest și Centrală către Marea Egee și Europa de Sud.

## Topografie

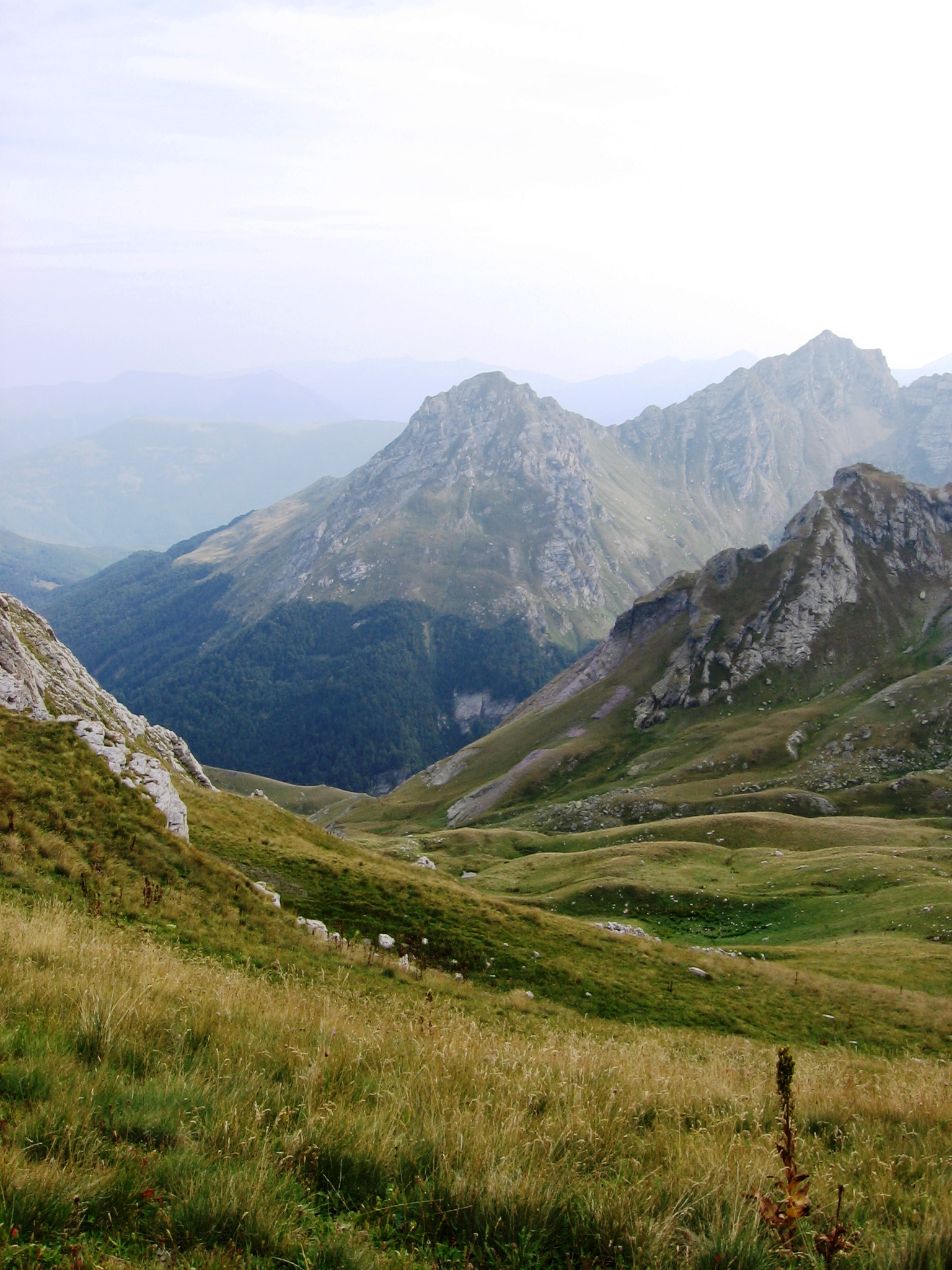
Korab, cel mai înalt munte din țară.

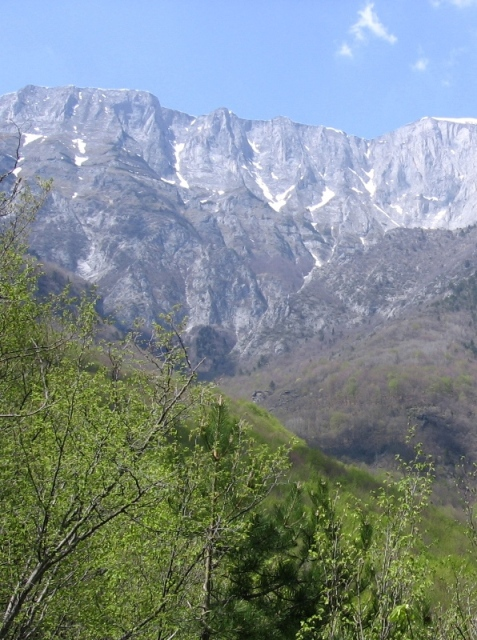
Piscul Solunska glava, din muntele Jakupica, primăvara.

Macedonia este o țară fără ieșire la mare, geografic definită de o vale centrală, formată de râul Vardar, încadrată de-a lungul albiei sale de lanțuri muntoase.
Terenul este mai mult abrupt, situat între Munții Šar și Osogovo, care încadrează valea râului Vardar. Trei lacuri mari: Ohrid, Prespa și Dojran, se află la frontiera sudică a Republicii, intersectându-se cu frontierele cu Albania și Grecia. Ohrid este considerat unul dintre cele mai vechi lacuri și biotopuri din lume. Regiunea este activă din punct de vedere seismic, și a fost afectată de mai multe cutremure importante în trecut, cel mai recent fiind cel din 1963, când capitala Skopje a fost puternic afectată, o mie de oameni murind.
Macedonia are unele peisaje montane deosebite. Munții aparțin de două lanțuri distincte: Alpii Dinarici și Belasica. Lanțul Dinaric este cel mai vechi, fiind și mai afectat de eroziune, în timp ce Belasica este mai recent și peisajul oferit este în general abrupt, alpin.
Cei mai înalți zece munți din Macedonia sunt:
| Nume           | Înălțime (m) | Înălțime (ft) |
| Muntele Korab  | 2.764        | 9.396         |
| Munții Šar     | 2.747        | 9.012         |
| Muntele Baba   | 2.601        | 8.533         |
| Jakupica       | 2.540        | 8.333         |
| Nidže          | 2.521        | 8.271         |
| Dešat          | 2.373        | 7.785         |
| Galičica       | 2.288        | 7.507         |
| Stogovo        | 2.273        | 7.457         |
| Jablanica      | 2.257        | 7.405         |
| Osogovo        | 2.251        | 7.383         |
| Muntele Bistra | 2.163        | 7.096         |
| Plačkovica     | 1.754        | 5.754         |

## Împărțire administrativă

### Regiuni

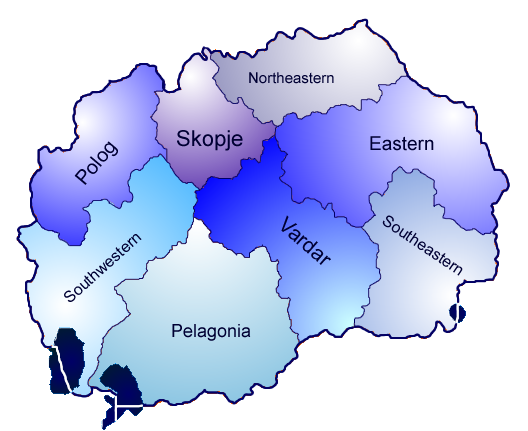
Regiuni statistice macedonene

Regiunile statistice ale Macedoniei există doar pentru scopuri legislative și statistice.
Regiunile sunt:
- Skopje
- Pelagonia
- Polog
- Estică
- Sudestică
- Nordestică
- Sudvestică
- Vardar

### Orașe și municipalități
În august 2004, Republica Macedonia a fost reorganizată în 85 de municipalități, (opštini), zece dintre ele formând Skopje în sens mai larg. În septembrie 1996, se creaseră 123 de municipalități. Înainte de asta, guvernele locale erau organizate în 34 de districte administrative.
Cele mai populate municipalități macedonene